# 1878 en Ontario
Chronologie de l'Ontario
- 1874
- 1875
- 1876
- 1877
- 1878
- 1879
- 1880
- 1881
- 1882

Cette page concerne des événements d'actualité qui se sont produits durant l'année 1878 dans la province canadienne de l'Ontario.

## Politique
- Premier ministre: Oliver Mowat (Parti libéral)
- Chef de l'Opposition: Matthew Crooks Cameron (en) puis Vacant jusqu'en janvier 1979 (Parti conservateur)
- Lieutenant-gouverneur: Donald Alexander Macdonald (en)
- Législature: 3e (en)

## Événements

### Mars
- 7 mars : l'Université de Western Ontario est fondée à London par l'évêque Isaac Hellmuth (en) et le Diocèse anglican de Huron.

### Août
- 17 août : le premier ministre canadien Alexander Mackenzie annonce des élections générales pour le 17 septembre.

### Septembre
- 17 septembre : le Parti conservateur de John A. Macdonald remporte l'élection fédérale avec 137 candidats (y compris 49 libéraux-conservateurs) élus contre 71 pour le Parti libéral d'Alexander Mackenzie, 5 candidats indépendants, 2 conservateur indépendants, 1 libéral indépendant et 1 nationaliste-conservateur. En Ontario, le score est de 60 conservateurs (y compris 23 libéraux-conservateurs), 27 libéraux et 1 candidat indépendant.

### Octobre
- 8 octobre : le libéral Robert Adam Lyon est élu sans opposition député provincial d'Algoma (en) à la suite de la démission du même parti Simon James Dawson (en) pour se présenter sa candidature à l'élection fédérale.
- 29 octobre : lors des trois élections partielles provinciales, le libéral David McLaws l'emporte Elgin-Ouest à la suite de la démission du même parti Thomas Hodgins (en) pour se présenter sa candidature à l'élection fédérale, le conservateur Solomon White (en) l'emporte Essex-Nord à la suite de la démission du même parti James Colebrooke Patterson pour se présenter sa candidature à l'élection fédérale et le conservateur William James Parkhill l'emporte Simcoe-Sud à la suite de la démission du Libéral indépendant (en) William McDougall pour se présenter sa candidature à l'élection fédérale.

### Novembre
- 2 novembre : le libéral Richard John Cartwright est élu député fédéral de Huron-Centre à la suite de la démission de Horace Horton (en).
- 17 novembre : le député libéral provincial de Monck Henry Ryan Haney (en) est décédé en fonction à l'âge de 43 ans.

### Décembre
- 21 décembre : lors des deux élections partielles provinciales, le libéral Richard Harcourt (en) l'emporte Monck à la suite de la mort du même parti Henry Ryan Haney (en) le 17 novembre dernier et le conservateur Alexander Morris l'emporte Toronto-Est (en) à la suite de la démission de l'ancien chef de ce parti Matthew Crooks Cameron (en) pour devenir juge en chef de la Cour des plaids-communs.

## Naissances
- 22 janvier : Ernest Charles Drury, 8e premier ministre de l'Ontario († 17 février 1968).
- 27 février : William Herbert Burns, député fédéral de la Portage la Prairie au Manitoba (1940-1945) († 1er janvier 1964).
- 28 février : Arthur Roebuck, député provincial de Bellwoods (en) (1934-1940), député fédéral de Trinity (1930-1935) († 17 novembre 1971).
- 14 juillet : Ernest Frederick Armstrong, député fédéral de Timiskaming-Sud (1925-1926) († 14 mars 1948).
- 23 juillet : James Thomas Milton Anderson, premier ministre de la Saskatchewan († 29 décembre 1946).
- 15 août : Thomas Laird Kennedy, 15e premier ministre de l'Ontario († 13 février 1959).
- 18 septembre : Billy Sherring, athlète († 5 septembre 1964).
- 30 décembre : William Aberhart, premier ministre de l'Alberta († 23 mai 1943).
- 31 décembre : Elizabeth Arden, née à Woodbridge (Ontario), morte le 18 octobre 1966 à New York (États-Unis), est à l'origine de la société du même nom, spécialisée dans l'industrie cosmétique.

## Décès
- 17 novembre : Henry Ryan Haney (en), député provincial de Monck (1872-1878) (° 1835).
- 28 novembre : Francis Evans Cornish (en), maire (en) de London (1861-1864) et maire de Winnipeg (1874). (° 1er février 1831).